# تشارلز إس. وايتهاوس
تشارلز إس. وايتهاوس (بالإنجليزية: Charles Sheldon Whitehouse) هو ضابط ودبلوماسي أمريكي، ولد في 5 نوفمبر 1921 في باريس في فرنسا، وتوفي في 25 يونيو 2001 في Marshall, Virginia ‏ في الولايات المتحدة.